# Ceratocanthus aeneus
Ceratocanthus aeneus là một loài bọ cánh cứng trong họ Hybosoridae. Loài này được MacLeay miêu tả khoa học năm 1819.